# Ochagavía
Ochagavía (baskijski: Otsagabia) – gmina w Hiszpanii, w Nawarze, o powierzchni 129,16 km². W 2011 roku gmina liczyła 618 mieszkańców.